# World Series of Poker Europe 2007
Die World Series of Poker Europe 2007 war die erste Austragung der World Series of Poker in Europa. Sie fand vom 6. bis 17. September 2007 im Empire Casino am Leicester Square in London statt.

## Turniere

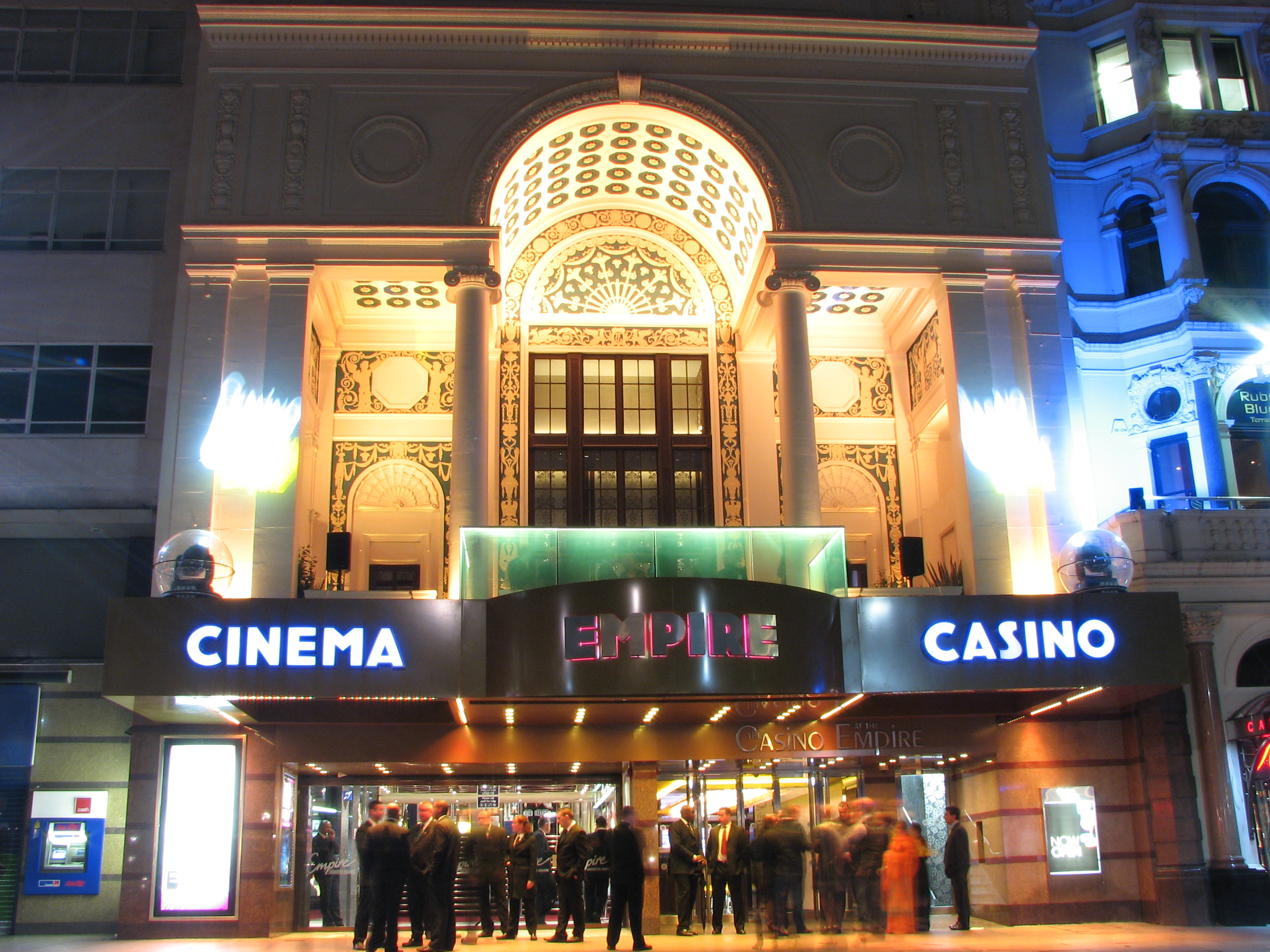
Alle Turniere wurden im Empire Casino ausgetragen

### Struktur
Es standen drei Pokerturniere auf dem Turnierplan, die in den Varianten No-Limit Hold’em, Pot Limit Omaha sowie in der gemischten Variante H.O.R.S.E. gespielt wurden. Der Buy-in lag bei 2500, 5000 und 10.000 Pfund Sterling. Für einen Turniersieg bekamen die Spieler neben dem Preisgeld ein Bracelet.

### Turnierplan
Alle Sieger waren erstmalige Braceletgewinner.
| # | Buy-in (in £) | Turnier                                       | Turnierbeginn | Teilnehmer | Sieger           | Herkunft    | Preisgeld (in £) |
| - | ------------- | --------------------------------------------- | ------------- | ---------- | ---------------- | ----------- | ---------------- |
| 1 | 02.500        | H.O.R.S.E.                                    | 6. Sep. 2007  | 105        | Thomas Bihl      | Deutschland | 0.070.875        |
| 2 | 05.000        | Pot Limit Omaha                               | 8. Sep. 2007  | 156        | Dario Alioto     | Italien     | 0.234.390        |
| 3 | 10.000        | WSOP Europe Main Event No-Limit Texas Hold’em | 10. Sep. 2007 | 362        | Annette Obrestad | Norwegen    | 1.000.000        |

### Main Event

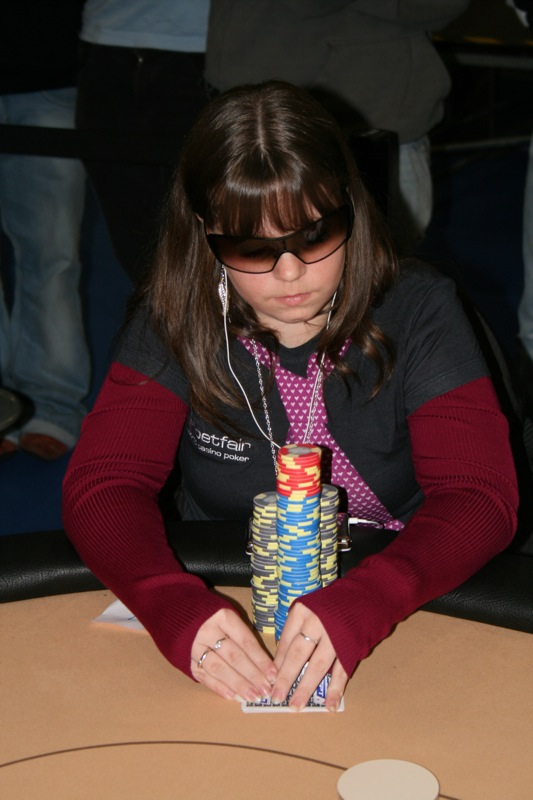
Annette Obrestad (2007)

Das Main Event wurde vom 10. bis 17. September 2007 gespielt. Die finale Hand gewann Obrestad mit 7♥ 7♠ gegen Tabatabais 6♦ 5♠.
| Platz | Herkunft               | Spieler           | Preisgeld (in £) |
| ----- | ---------------------- | ----------------- | ---------------- |
| 1     | Norwegen               | Annette Obrestad  | 1.000.000        |
| 2     | Vereinigtes Konigreich | John Tabatabai    | 0.570.150        |
| 3     | Vereinigte Staaten     | Mathew McCullough | 0.381.910        |
| 4     | Norwegen               | Oyvind Riisem     | 0.257.020        |
| 5     | Schweden               | Johannes Korsar   | 0.191.860        |
| 6     | Vereinigtes Konigreich | Dominic Kay       | 0.152.040        |
| 7     | Schweden               | Magnus Persson    | 0.114.030        |
| 8     | Danemark               | Theo Jørgensen    | 0.085.070        |
| 9     | Vereinigtes Konigreich | James Keys        | 0.061.540        |

## Player of the Year

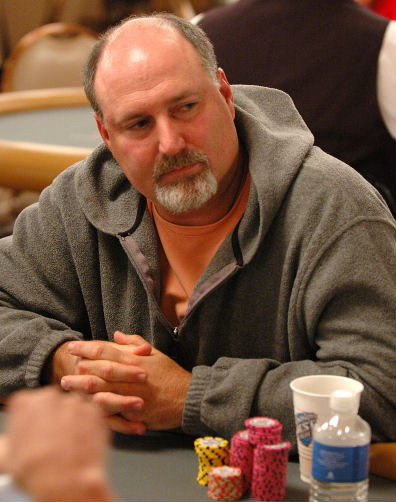
Tom Schneider (2006)

Die Auszeichnung als Player of the Year erhielt der Spieler, der über alle Turniere hinweg die meisten Punkte sammelte. Das Ranking beinhaltete auch die Turniere der Hauptturnierserie, die vom 1. Juni bis 17. Juli 2007 in Las Vegas ausgespielt wurde. Sieger Tom Schneider gewann zwei Bracelets und erreichte einen weiteren Finaltisch.
| Platz | Herkunft           | Spieler                | Punkte |
| ----- | ------------------ | ---------------------- | ------ |
| 1     | Vereinigte Staaten | Tom Schneider          | 255    |
| 2     | Australien         | Jeff Lisandro          | 225    |
| 3     | Vereinigte Staaten | Robert Mizrachi        | 210    |
| 4     | Vereinigte Staaten | Scotty Nguyen          | 180    |
| 5     | Vereinigte Staaten | Phil Hellmuth          | 170    |
| 6     | Vereinigte Staaten | Scott Clements         | 167    |
| 7     | Schweden           | Chris Björin           | 165    |
| 8     | Danemark           | Rene Mouritsen         | 160    |
| 9     | Russland           | Alexander Krawtschenko | 155    |
| 10    | Vereinigte Staaten | Will Durkee            | 155    |